# رضاآباد (مقاطعة دلفان)
رضاآباد (بالفارسية: رضا آباد) هي قرية تقع في Nurabad Rural District في إيران. يقدر عدد سكانها بـ 14 نسمة بحسب إحصاء 2016.